# Arctic Tale
Arctic Tale è un documentario del 2007 diretto da Adam Ravetch e Sarah Robertson.

## Trama
Il documentario racconta i primi anni di vita di due cuccioli: uno di orso polare, soprannominata Nanu, e uno di tricheco, chiamata Seela. I cuccioli ricevono dalle loro madri gli insegnamenti per procurarsi il cibo ed evitare i pericoli. Inoltre viene mostrato come gli effetti del riscaldamento globale complichino la sopravvivenza di questi animali tra i ghiacci dell'Artide.

## Produzione
I coniugi Adam Ravetch e Sarah Robertson hanno impiegato 10 anni per la realizzazione di questo documentario. Con 800 ore di girato ci sono voluti due anni per la fase di montaggio. Gli animali protagonisti del film non sono sempre gli stessi, bensì una composizione di diversi esemplari ripresi durante gli anni.

## Colonna sonora
1. Aimee Mann e Zach Gill – At the Edge of the World (Aimee Mann e Zach Gill) – non presente nel film
2. Brian Wilson – Live Let Live (Brian Wilson e Van Dyke Parks)
3. Sheryl Crow – Keep On Growing (Eric Clapton e Bobby Whitlock) – presente nel trailer ma non nel film
4. Grant-Lee Phillips – Song of the North (Beneath the Sun) (feat. Sara Watkins) (Grant-Lee Phillips)
5. Pearl Jam – Whale Song (Jack Irons)
6. The Shins – Black Wave (James Mercer)
7. All Too Much – Soar (Ralph Sall) – non presente nel film
8. Grant-Lee Phillips – Itchin' (Grant-Lee Phillips)
9. Matt Costa – If You Took to Me (Matt Costa) – non presente nel film
10. Aimee Mann – The Great Beyond (Aimee Mann) – non presente nel film
11. Barry Gibb – Underworld (Barry Gibb, Ashley Gibb e Stephen Gibb) – non presente nel film
12. Sister Sledge – We Are Family (Nile Rogers e Bernard Edwards)

La canzone Happy Ever After in Your Eyes di Ben Harper presente nel film non è inclusa nell'album.

## Riconoscimenti
- Tallinn Black Nights Film Festival 2007: miglior film per bambini

## Videogame
Nel 2007 è stato pubblicato un videogioco ispirato al film disponibile per le piattaforme Wii, Nintendo DS e Game Boy Advance.